# Реформа локалне политике заштите животне средине у Аутомној Покрајини Војводини
Реформа локалне политике заштите животне средине у Аутономној Покрајини Војводини: студија тренутног стања је студија коју је приредио Дејан Максимовић, објављена 2011. године у издању Еколошког центра "Станиште" из Вршца.

## О књизи
Стратешко опредељење Србије да постане члан Европске уније као и напори који се чине у остварењу тог циља, узрокују низ реформи у политичком, економском и друштвеном животу. Двоструко и обострано учешће, локалних власти у креирању и имплементацији националних политика и грађана у креирању и имплементацији локалних политика, у складу са европским стандардима и нормама, гарантује примену европских начела, побољшање живота у свакој заједници као и стварање услова за бржи друштвено-економски развој. Испуњење ове обавезе зависи од знања и вештина доброг управљања локалне власти. У овом заједничком послу сви друштвени сектори имају важне улоге, а сам процес усаглашавања регулативе и политичке реформе у локалним самоуправама започети су и налазе се у различитим фазама реализације, што зависи од развијености локалних капацитета и политичке воље да се реформа спроведе.
Да би се процена нивоа успеха локалних реформи у области заштите животне средине учинила објективном и мерљивом, Еколошки центар Станиште из Вршца је у периоду јули 2010 - јуни 2011. спровео пројекат Зелени динар. Циљ пројекта је допринос реформи локалне политике у три општине у Аутонмној Покрајини Војводини, кроз израду стратегије по методологији Зелене агенде (норма), успостављање фондова за заштиту животне средине (инструмент) и партнерско учешће грађана и власти у креирању и контроли ових процеса (пракса). Једна пројектна активност било је истраживање нивоа реформе локалне политике заштите животне средине у АП Војводини. Ко резултат тог истраживања настала је ова студија.
Студија је настала са циљем да помогне невладиним организацијама у раду, у борби за активно учешће у креирању политика и да укаже на нове могућности деловања. Ову студију могу да користе и представници државних органа на свим нивоима.